# كاونتري كلاب هيلز
كاونتري كلاب هيلز (إلينوي) (بالإنجليزية: Country Club Hills, Illinois)‏ هي مدينة تقع في الولايات المتحدة في مقاطعة كوك، إلينوي. يقدر عدد سكانها بـ 16,541 نسمة .